# 科迪 (密蘇里州)
科迪（英語：Cody）是位於美國密蘇里州格林縣的非建制地區。

## 歷史
科迪的郵局於1901年設立，其後於1905年停運。

## 地理
科迪所處的海拔為高於海平面436米（即1431英呎），而該地所採用的時區為UTC-6，即北美中部時區（CST）。同時該地設有夏令時間，為UTC-6調快一小時，即UTC-5（CDT）。